# Magnolia compressa
Magnolia compressa là một loài thực vật có hoa trong họ Magnoliaceae. Loài này được Maxim. mô tả khoa học đầu tiên năm 1872.